# Csinji Vej

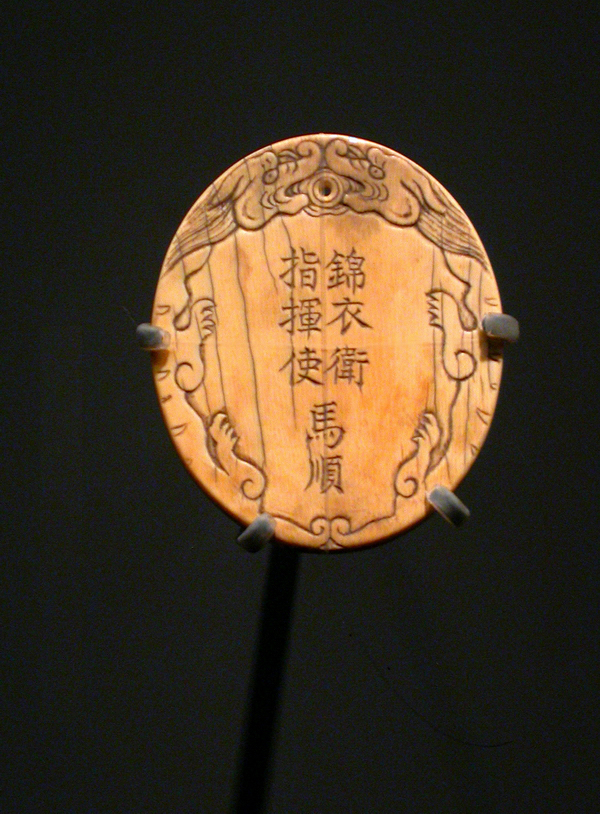
A Csinji Vej (Jinyi Wei) egy tagjának jelvénye (Ma Sun (Ma Shun) parancsnok)

A Csinji Vej (pinjin: Jinyi Wei, egyszerűsített kínai: 锦衣卫;  hagyományos kínai: 錦衣衛; magyar fordításban: „brokátba öltözött gárda”) kínai katonai titkosszolgálat volt a Ming-dinasztia idején.

## Története
Hung-vu (Hongwu) császár hozta létre létre a dinasztia megalapításakor, saját testőrségéből, amely már a hatalomra jutást megelőzően is nagy segítséget nyújtott neki a hatalmi harcokban. Az új császár a katonai jellegű szervezetet közvetlenül a saját felügyelete alá rendelte, és rendkívül széles körű jogosítványokat biztosított a számára. A Csinji Vej (Jinyi Wei) felülbírálhatta a bírósági  eljárásokat és ítéleteket, bárkit letartóztathatott, kivallathatott és megbüntethetett, beleértve a nemesembereket és a császár rokonait is. Feladata volt a külső katonai hírszerzés is, részt vett a katonai műveletek megtervezésében. Tagjainak hivatalos egyenruhája aranysárga színű volt, és jelvényt, valamint egy speciális pengéjű fegyvert hordtak maguknál.
A szervezet hivatalosan 1382-ben jött létre 500 fővel, és 1385-re már 14 000 tagja volt. 1393-ban Hung-vu (Hongwu) császár korlátozta a szervezetet, mert egy összeesküvés feltárása ürügyén 40 000 embert végeztek ki. Kiemelkedő utódja, Jung-lö kínai császár (Yongle kínai császár) azonban újra megerősítette a szervezetet, amely aztán összesen 262 éven át, egészen a Ming-dinasztia bukásáig, 1644-ig tevékenykedett. A dinasztia késői szakaszában a befolyásos eunuchok irányítása alá került és nagy szerepe volt a belső pártharcokban.

## Utóélete
A titkosszolgálat több regényes film íróit ihlette meg:
- A császári udvar titkosszolgálata, (Secret Service of the Imperial Court), Hongkong, Shaw Brothers Studio, 1985, Bryan Leung főszereplésével
- 14 penge (14 Blades) 2010, Donnie Yen főszereplésével
- A követ ereklyéje (Relic of an Emissary) hongkongi tv-sorozat (Television Broadcasts Limited), 2011,  Michael Tse főszereplésével